# Гусла
Гусла (ћемане, ћеманче, гагло, џукало) је кордофони инструмент
који припада пресијко-арапској породици гудацких интрумената.

## Изглед
Састоји се из трупа крушкастог облика који постепено прелази у кратак
врат и главу на којој се налазе чивије за затезање жица(у прошлости од
животињских црева, а данас су израђене од метала) најчешће њих три,
али их може бити и четири. Жице се најчешће штимују на три висине:
прва и трећа су у размаку октаве, а друга-која се налази у средини, је
за кварту нижа од највише.
Гудало овог интрумента је веома дугачко, опуштених струна које се
затежу палцем приликом свирања, а његово држање подсећа на оно код
контрабаса.

## Свирање
Мелодија се изводи на највишој жици на тај начин што се скраћује
притиском али не јагодица као код инструмента -гусле,
већ кореном нокта (ово је, иначе, типично за праксу свирања на
оријенталним инструментима). Остале жице су бордунске.
При свирању инструмент се држи на левом колену, ако се свира у седећем
ставу, или закачен на кајиш, ако се свира стојећки.
Репертоар гусле у себи садржи пратњу народних песама
и игара.
Инструмент је највише распрострањен у Македонији и у суседним земљама
Бугарској, Грчкој, и Албанији. Некада га је било и у југоисточним
крајевима Србије, од чега је данас остао само траг испољен у пракси
неколицине свирача.